# Monika Seleš
Monika Seleš (Monica Seles), ameriška tenisačica rojena madžarskim staršem v Jugoslaviji, * 2. december 1973, Novi Sad, Srbija.
Seleševa je v začetku športne kariere igrala za Jugoslavijo. Po preselitvi v ZDA leta 1994 pa je prevzela ameriško državljanstvo.Junija 2007 je dobila tudi Madžarsko državljanstvo. 
V letih 1990 - 1993 je bila najboljša teniška igralka na svetu. V tem obdobju je slavila osem zmag na turnirjih za Grand Slam; po trikrat je zmagala na Odprtem prvenstvu Avstralije in Odprtem prvenstvu Francije ter dvakrat na Odprtem prvenstvu ZDA. Po atentatu in poškodbi, ki ji je ga z nožem povzročil na turnirju v Hamburgu  neprištevni oboževalec Steffi Graf je morala prekiniti svojo uspešno športno pot. Leta 1995 se je vrnila na teniška igrišča in 1996 osvojila svoj zadnji (9) Grand Slam. Seleševa je v svoji bogati športni karieri kot posameznica osvojila 53 turnirjev, šestkrat pa je zmagala v igri dvojic.

## Finali Grand Slamov (13)

### Zmage (9)
| Leto | Turnir                          | Nasprotnica v finalu    | Rezultat finala |
| 1990 | Odprto prvenstvo Francije       | Steffi Graf             | 7-6(6), 6-4     |
| 1991 | Odprto prvenstvo Avstralije     | Jana Novotná            | 5-7, 6-3, 6-1   |
| 1991 | Odprto prvenstvo Francije (2)   | Arantxa Sánchez-Vicario | 6-3, 6-4        |
| 1991 | Odprto prvenstvo ZDA            | Martina Navratilova     | 7-6(1), 6-1     |
| 1992 | Odprto prvenstvo Avstralije (2) | Mary Joe Fernández      | 6-2, 6-3        |
| 1992 | Odprto prvenstvo Francije (3)   | Steffi Graf             | 6-2, 3-6, 10-8  |
| 1992 | Odprto prvenstvo ZDA (2)        | Arantxa Sanchez-Vicario | 6-3, 6-3        |
| 1993 | Odprto prvenstvo Avstralije (3) | Steffi Graf             | 4-6, 6-3, 6-2   |
| 1996 | Odprto prvenstvo Avstralije (4) | Anke Huber              | 6-4, 6-1        |

### Porazi (4)
| Leto | Turnir                    | Nasprotnica v finalu    | Rezultat finala  |
| 1992 | Odprto prvenstvo Anglije  | Steffi Graf             | 6-2, 6-1         |
| 1995 | Odprto prvenstvo ZDA      | Steffi Graf             | 7-6(6), 0-6, 6-3 |
| 1996 | Odprto prvenstvo ZDA (2)  | Steffi Graf             | 7-5, 6-4         |
| 1998 | Odprto prvenstvo Francije | Arantxa Sánchez-Vicario | 7-6(5), 0-6, 6-2 |

## Osvojeni turnirji (59)

### Posamezno (53)
| Legenda                |
| Grand Slam turnirji(9) |
| WTA Championships (3)  |
| Tier I Event (9)       |
| WTA Turnirji (32)      |

| Naslovi osvojeni na podlagi |
| Trda (28)                   |
| Zemlja (14)                 |
| Trava (1)                   |
| Parket (10)                 |